# Robinvale
Robinvale (2 083 habitants) est une ville sur la rive sud du fleuve Murray au nord de l'État de Victoria à 470 km de Melbourne et 478 d'Adélaïde. La ville est reliée par un pont à Euston, de l'autre côté du fleuve, en Nouvelle-Galles du Sud.
La ville doit son nom au lieutenant George Robin Cuttle, qui fut tué au combat aérien en France en 1918. L'écluse no 15, sur le Murray est située juste en aval de la ville ce qui permet une irrigation assurée pour la région et la possibilité de pratiquer certains sports d'eau, tel le ski nautique.
La ville est une région de culture de vignes, d'oliviers, d'amandiers, de cultures maraîchères (carottes…).
Robinvale est jumelée avec la ville de Villers-Bretonneux, située dans la Somme en région Hauts-de-France.